# Marry Me (colonna sonora)
Marry Me - Original Motion Picture Soundtrack è la colonna sonora del film Marry Me - Sposami, interpretata da Jennifer Lopez e Maluma e pubblicata il 4 febbraio 2022 dalla Universal Studios e Sony Latin.

## Tracce
1. Coolidge Crew – Here Comes the Bride – 0:45 (John Debney, Richard Wagner)
2. Jennifer Lopez e Maluma – Marry Me (Kat & Bastian Duet) – 2:37 (Michael Pollack, Nicholas Sarazen, Olivia Waithe, Stefan Johnson, Maluma, Edgar Barrera, Jordan Johnson, Oliver Peterhof)
3. Jennifer Lopez e Maluma – Pa Ti (For You) – 3:50 (Andrea Mangiamarch "Elana Rose", Edgar Barrera, Jon Leone, Jennifer Lopez, Juan Luis Londoño Arias, Nathanial Campany, Janée Bennett "Jin Jin")
4. Jennifer Lopez – Church – 2:50 (Jenna Andrews, Bekuh Boom, Floyd Nathaniel Hills, William Wiik Larsen, Moses Sumney, Elle Varner)
5. Maluma – 1 en 1 Millon – 2:40 (Edgar Barrera, Johany Alejandro Correa, Juan Luis Londoño Arias, Vicente Barco)
6. Jennifer Lopez – Love of My Life (Marry Me) – 3:12 (Jordan Johnson, Oliver Peterhof, Stefan Johnson, Ryan Ogren, Ivy Adara, Dallas Koehlke, Nicholas Gale, Theron Thomas)
7. Jennifer Lopez – After Love (Part 1) – 3:45 (Daniel Henig, Kyle Moorman, Lisa Scinta)
8. Jennifer Lopez e Maluma – Marry Me (Ballad) – 3:33 (Edgar Barrera, Juan Luis Londoño Arias, Michael Pollack, Nicholas Sarazen, Olivia Waithe)
9. Maluma – Segundo – 2:28 (Juan Luis Londoño Arias, Steven Franks, Tommy Brown, Vicente Barco, Edgar Barrera)
10. Jennifer Lopez – On My Way (Marry Me) – 3:12 (Michael Pollack, Leroy Clampitt, Ivy Adara)
11. Jennifer Lopez – Nobody's Watching (Marry Me) – 2:56 (Ale Alberti, Jeff Shum, Dalton Diehl)
12. Jennifer Lopez – Love of My Life (Marry Me) (Arkadi Remix) – 3:17 (Dallas Koehlke, Ivy Adara, Jordan Johnson, Nicholas Gale, Oliver Peterhof, Ryan Ogren, Stefan Johnson, Theron Thomas)
13. Jennifer Lopez – On My Way (Marry Me) (TELYKast Remix) – 3:38 (Michael Pollack, Leroy Clampitt, Ivy Adara) – Traccia bonus della versione digitale dell'album

## Classifiche
| Classifica (2022)            | Posizione massima |
| ---------------------------- | ----------------- |
| Belgio (Vallonia)            | 132               |
| Regno Unito (colonne sonore) | 6                 |
| Slovacchia                   | 55                |
| Spagna                       | 90                |
| Stati Uniti                  | 135               |
| Stati Uniti (colonne sonore) | 5                 |